# Rhinosimus coquerelii
Rhinosimus coquerelii là một loài bọ cánh cứng trong họ Salpingidae. Loài này được Fairmaire miêu tả khoa học năm 1868.